# Карл Евсебий (Лихтенщайн)
Карл Евсебий фон Лихтенщайн (на немски: Karl Eusebius von und zu Liechtenstein; * 13 септември 1611; † 2 февруари 1684, Костелец над Черними леси, Чехия) е 2. княз на Лихтенщайн (1627 – 1684), херцог на Тропау и Йегерндорф в Силезия, господар на Лунденбург. От 1639 до 1641 г. той е главен хауптман на Силезия.

## Живот
Син е на княз Карл I фон Лихтенщайн (1569 – 1627) и съпругата му Анна Мария Шембера баронеса фон Босковиц Черна-Гора и Шварценберг (1569 – 1625).
След смъртта на баща му на 12 февруари 1627 г. той е от 1627 до 1632 г. под опекунството на чичо му Максимилиан фон Лихтенщайн (1578 – 1645). От 1639 до 1641 г. Карл Евсебий е губернатор на Долна и Горна Силезия и напуска от протест от едно решение на крал Фердинанд III.
Карл Евсебий се жени на 4 август 1644 г. за Йохана Беатрикс фон Дитрихщайн-Николсбург (* 1625; † 26 март 1676, Брюн), дъщеря на княз Максимилиан фон Дитрихщайн (1596 – 1655) и Анна Мария Франциска фон Лихтенщайн (1597 – 1638), сестра на баща му.
Княз Карл Евсебий е основател на „колекцията на Лихтенщайн“, в която са събрани картини и предмети на изкуството от цяла Европа.
Умира през 1684 г. на 72-годишна възраст.

## Фамилия
Карл Евсебий се жени на 4 август 1644 г. за Йохана Беатрикс фон Дитрихщайн-Николсбург (* 1625; † 26 март 1676 в Брюн), дъщеря на княз Максимилиан фон Дитрихщайн (1596 – 1655) и Анна Мария Франциска фон Лихтенщайн (1597 – 1638), сестра на баща му. Те имат девет деца:
- Мария Елеонора Розалия (1647 – 1703), омъжена на 11 юли 1666 г. за княз Йохан Зайфрид фон Егенберг граф фон Градиска (1644 – 1713)
- Мария Анна (1648 – 1654)
- Мария Терезия (1649 – 1716), омъжена I. на 16 юли 1667 г. за фелдмаршал граф Якоб фон Лесли († 1691), II. 1692 г. за Йохан Балтазар фон Вагеншперг граф фон Зонег (1642 – 1693)
- Йохана Беатрикс (1650 – 1672), омъжена на 29 април 1669 г. за първия си братовчед Максимилиан II (1641 – 1709), син на княз Хартман фон Лихтенщайн
- Франц Доминик Евсебий (1652 – 1652)
- Карл Йозеф (1652 – 1652)
- Франц Евсебий Венцел (1654 – 1655)
- Цецилия (1655 – 1655)
- Йохан Адам I Андреас (1662– 1712), 3. княз на Лихтенщайн, женен 1681 г. за Ердмунда Мария Терезия фон Дитрихщайн (1662 – 1737), дъщеря на княз Фердинанд Йозеф фон Дитрихщайн-Николсбург (1636 – 1698), брат на майка му Йохана Беатрикс.